# Mapei
MAPEI je italská společnost v oboru stavební chemie. K roku 2022 působila v 57 zemích, včetně České republiky. Českou pobočku založil současný ředitel Zdeněk Runštuk v roce 1991 v Olomouci.

## Historie

### Vznik
Společnost MAPEI vznikla v roce 1937 v Miláně, kde ji založil Rodolfo Squinzi. Zpočátku měla firma 7 zaměstnanců a vyráběla barvy a materiály pro obklady budov. Z původního názvu Materiali Autarcici per l'Edilizia e l'Industria (česky Ekonomická soběstačnost při výrobě materiálů pro stavebnictví a průmysl) později vznikla zkratka MAPEI. Firma se zaměřila na výrobu lepidel, a to hlavně na linoleové povrchy. Následně se firma zaměřila na lepidla na keramiku, kamenné materiály, koberce, PVC a dřevo.

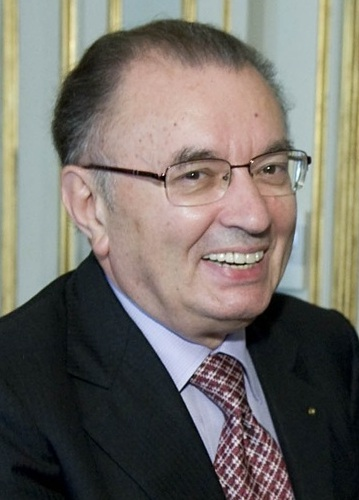
Giorgio Squinzi

### Expanze na mezinárodní trh
Za rozšířením společnosti na světový trh stojí syn zakladatele Giorgio Squinzi, který v roce 1978 otevřel malou továrnu v Kanadě. V následujících letech společnost expandovala např. do Rakouska, Spojených států amerických, Francie nebo Česka. V roce 1994 firma převtzala firmu Vinavil, později firmu Fili & Forme.
K roku 2022 vlastní MAPEI 91 dceřiných společností v 57 zemích a 84 výrobních závodů v 36 státech. Společnost provozuje 31 výzkumných center.

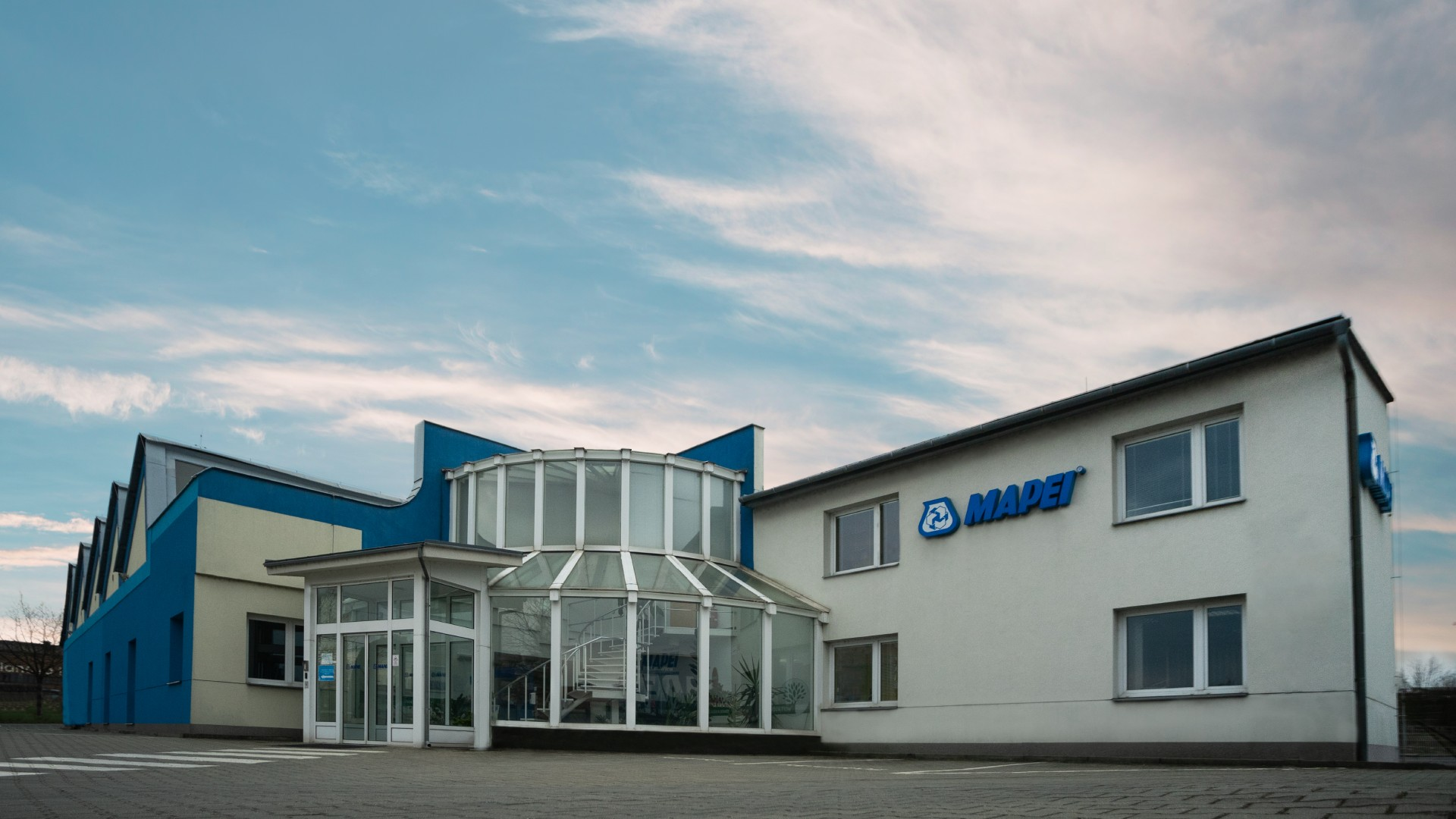
Olomoucká kancelář

### Působení v České republice
Olomoucká pobočka firmy vznikla v 90. let. K roku 2022 zaměstnávala více než 80 zaměstnanců a provozovala dva sklady. MAPEI vede v České republice několik projektů. Nejvýznamnější jsou Makej s MAPEI, určený pro praxi a poradenství a MAPEI s radostí, směrovaný na domácí práci. Od roku 2011 se Mapei věnuje odborným školením v rámci projektu Mapei PromoTour.

### Vedení společnosti
Giorgio Squinzi, syn zakladatele Rodolfa Squinziho a výkonný ředitel MAPEI, pracoval v MAPEI po boku své manželky Adriany Spazzoli, ředitelky marketingu a komunikace. V roce 2019 se generálními řediteli společnosti staly jejich děti Marco a Veronica Squinzi. Jsou také členy představenstva společnosti, kterému předsedá právnička Laura Squinzi.

## Sponzoring

### Sport
Firma sponzoruje sport, zejména fotbal a silniční cyklistiku. Společnost v Itálii vlastní fotbalový klub Sassualo. Později koupila a zrekonstruovala sportovní stadion, který dnes nese jméno společnosti, MAPEI STADIUM – Città del Tricolore. V roce 2019 otevřel v Ca' Marta, Sassuolo sportovní klub MAPEI Football centre.
Společnost v minulosti sponzorovala cyklistický tým Mapei, za nějž závodili např. Tony Rominger, Pavel Tonkov nebo Paolo Bettini.
V roce 1996 společnost založila Sportovní výzkumné centrum MAPEI.
MAPEI je v současnosti[kdy?] hlavním sponzorem Mistrovství světa UCI Road, mv Česku podporuje mládežnický cyklistický tým MAPEI Merida Kaňkovský.

### Kultura
Společnost se v roce 2008 stala jedním z vlastníků divadla La Scala. V roce 2016 se Giorgio Squinzi stal členem představenstva divadla. Firma dále podporuje No'hma Theatre Space, které od roku 2000 hostí umělecké projekty stejnojmenné asociace. Společnost je také sponzorem Verdiho orchestru a nadace La Triennale v Miláně.

## Ekonomika společnosti
Firmu z velké části kontroluje holdingová společnost Emme Esse Vi v.r.l., která patří rodině Squinzi. Squinzi vlastní 93,95% akcií a zbytek připadá na značku MAPEI.
V roce 2022 společnost oslavila 85 let od svého vzniku. Dnes celosvětově zaměstnává kolem 11 000 zaměstnanců, nabízí cca 6 000 produktů stavební chemie a její konsolidovaný obrat za rok 2021 byl 3,3 miliardy eur.